# Ambush Bay
Ambush Bay é um filme estadunidense de guerra de 1966, dirigido por Ron Winston, com roteiro de Marve Feinberg e Ib Melchior e estrelado por Hugh O'Brian, Mickey Rooney e James Mitchum. A música foi de Richard La Salle.

## Sinopse
Filipinas, 1944. Em uma ilha ocupada pelos japoneses um grupo de soldados americanos tem a missão de desativar um campo de minas marítimas e facilitar sua invasão.

## Elenco
- Hugh O'Brian ... 1º Sgt. Steve Corey
- Mickey Rooney ... Sgt. Ernest Wartell
- James Mitchum ... Pfc. James Grenier
- Peter Masterson ... Platoon Sgt. William Maccone
- Harry Lauter ... Cpl. Alvin Ross
- Gregg Amsterdam ... Cpl. Stanley Parrish
- Jim Anauo ... Pfc. Henry Reynolds
- Tony Smith ... Pvt. George George
- Clem Stadler ... Capt. Alonzo Davis
- Amado Abello ... Manuel Amado
- Juris Sulit ... Midori
- Max Quismundo ... Max
- Bruno Punzalan ... Ramon
- Tisa Chang ... Miyazaki
- Buff Fernandez ... tte. Tokuzo
- Joaquin Fajardo ... Cap. Koyamatsu
- Limbo Lagdameo ... Homem japonês
- Nonong Arceo ... Soldado japonês
- Douglas MacArthur ... Ele mesmo (voz) (sem créditos)